# Temaxcaltitla, Veracruz
Temaxcaltitla är en ort i Mexiko.   Den ligger i kommunen Mariano Escobedo och delstaten Veracruz, i den sydöstra delen av landet, 210 km öster om huvudstaden Mexico City. Temaxcaltitla ligger 2 045 meter över havet och antalet invånare är 302.
Terrängen runt Temaxcaltitla är kuperad åt sydost, men åt nordväst är den bergig. Runt Temaxcaltitla är det tätbefolkat, med 411 invånare per kvadratkilometer. Närmaste större samhälle är Orizaba, 11,6 km sydost om Temaxcaltitla. I omgivningarna runt Temaxcaltitla växer i huvudsak städsegrön lövskog.